# Mietvilla Krenkelstraße 3

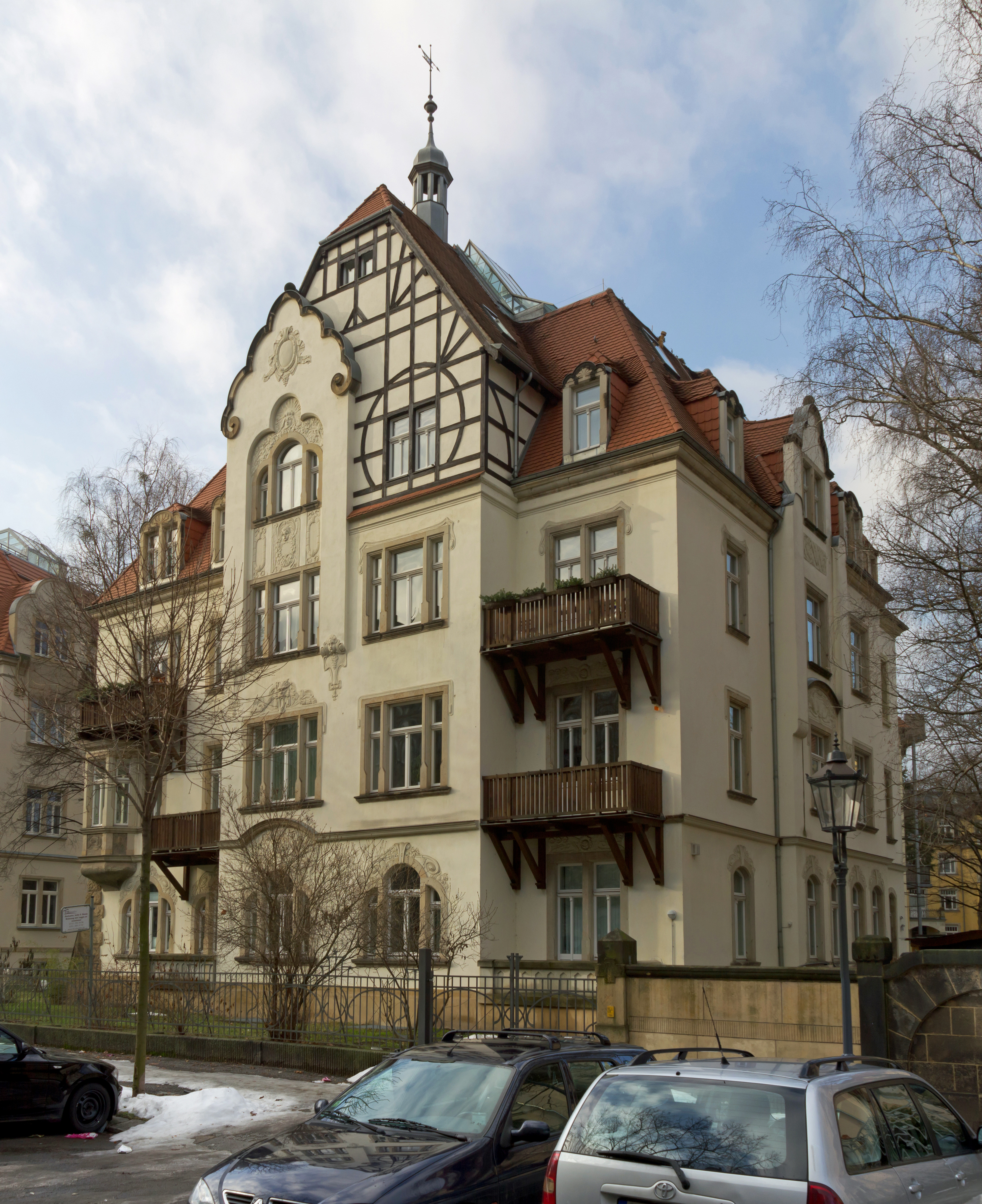

Die Mietvilla Krenkelstraße 3 in Dresden wurde als großbürgerliches, freistehendes Gebäude im Jahre 1904 für Carl Wilhelm Gustav Gebauer, Baugewerke, erbaut. Während das denkmalgeschützte Gebäude noch eine „[a]usladende Ornamentik“ im Jugendstil mit historisierenden Anklängen an unterschiedliche Epochen aufzeigt, ist der Zaun ausschließlich im Jugendstil gehalten. Das Gebäude verfügt über drei Geschosse, wobei der Mittelrisalit viergeschossig ist. Das Gebäude ist verputzt, wobei mit Sandstein und Zierfachwerk die Fassade aufwändig gestaltet worden ist.
Die Denkmaleigenschaft wird vom Landesamt für Denkmalpflege Sachsen beschrieben: „Repräsentativer Bau mit asymmetrischer Putz-Sandstein-Fassade, besonders reich (u.a. mit Fachwerk) verzierter und übergiebelter Mittelrisalit, neben historisierenden Formen vor allem in Bauplastik Jugendstilmotive, Kubatur belebt durch Balkone und Gaupen, charakteristischer Mietvillenbau nach 1900, anschauliches Beispiel für Synthese zwischen Jugendstil, nachlebendem Historismus und Heimatstil, hier zudem stadtentwicklungsgeschichtlich signifikanter Übergang von einem Gebiet mit Villenbebauung zur Blockrandbebauung mit Mietshäusern.“
In den 1920er Jahren wurde es von dem jüdischen Kaufmann Hoellein erworben, der bis zur Vertreibung durch die Nationalsozialisten in dem Haus mit seiner Familie wohnte. Nach der Flucht in die USA in den 1930er Jahren wurde das Haus durch die Nazis zwangsenteignet, zu DDR-Zeiten der kommunalen Wohnungsverwaltung Dresden überschrieben und Anfang der 1990er Jahre nach einem Restitutionsanspruch an die Erben zurückübereignet, welche die Liegenschaft anschließend über den New Yorker Anwalt Osen verkauften. Von 1994 bis 1996 wurde das Gebäude von einem neuen Besitzer unter Bewahrung der denkmalgeschützten Altbausubstanz umfassend saniert und wird seitdem als gediegenes Wohn- und Geschäftshaus genutzt.